# Gnophos rubefactaria
Gnophos rubefactaria är en fjärilsart som beskrevs av Rudolf Püngeler 1902. Gnophos rubefactaria ingår i släktet Gnophos och familjen mätare. Inga underarter finns listade i Catalogue of Life.